# (37452) Spirit
El asteroide 37452 Spirit fue descubierto en el 24 de septiembre de 1960 por Ingrid van Houten-Groeneveld, Cornelis Johannes van Houten, y Tom Gehrels. El asteroide fue descubierto examinando imágenes tomadas por telescopios en el Observatorio Palomar. 37452 Spirit es parte de un pequeño grupo de asteroides que forma el Cinturón de Asteroides. 37452 Spirit tiene un diámetro aproximadamente de 4.9 Kilómetros (2.5 millas) y le tarda 7.9 Años dar una vuelta completa alrededor del Sol.
En el año 2002 fue renombrado en honor al Mars Exploration Rover Spirit.